# Saint-Louis-en-l’Isle
Saint-Louis-en-l’Isle – miejscowość i gmina we Francji, w regionie Nowa Akwitania, w departamencie Dordogne.
Według danych na rok 1990 gminę zamieszkiwały 233 osoby, a gęstość zaludnienia wynosiła 83 osób/km² (wśród 2290 gmin Akwitanii Saint-Louis-en-l’Isle plasuje się na 944. miejscu pod względem liczby ludności, natomiast pod względem powierzchni na miejscu 1543.).
Na granicy między  Saint-Louis-en-l’Isle a Saint-Front-de-Pradoux przepływa rzeka Beauronne.